# Chaman Dumontceau
Chaman Dumontceau (né le 29 mai 2012), dont le nom est complété par l'affixe « Ride for Thaïs » après 2019, est un cheval hongre Selle français de robe grise, monté en concours complet d'équitation par la cavalière Thaïs Meheust, puis par Stéphane Landois.
Il est connu pour avoir été la monture de Thaïs Meheust au moment de son accident mortel en 2019. Par la suite, Stéphane Landois décroche la médaille d'argent par équipes en concours complet sur ce même cheval, aux Jeux olympiques d'été de 2024.

## Histoire
Chaman Dumontceau naît le 29 mai 2012, à l'écurie du Montceau, située au lieu-dit Le Montceau sur la commune de Gilly-sur-Loire. Cette écurie est gérée par Renaud Fressange et Marie-Juliette Jean.
Corinne et Marc-Henri Meheust, parents de la jeune cavalière Thaïs Méheust, lui offrent ce cheval. Celle-ci déclare le jour même où elle le reçoit qu'elle ira jusqu'aux Jeux olympiques avec lui. Le hongre est formé et entraîné par un ami proche de Thaïs, Stéphane Landois.
Chaman est monté par Thaïs Meheust lors des championnats de France de concours complet de 2019, au haras du Pin sur l'épreuve des chevaux de 7 ans. Au deuxième obstacle fixe du parcours de cross, le couple subit un accident gravissime, provoquant le décès de la cavalière de 22 ans après une chute de cheval,,. Le média France Bleu, citant alors les premiers éléments de l'enquête, indique que « la jeune femme aurait été projetée à terre et son cheval lui serait alors tombé dessus ». Le père de la cavalière déclare en 2024 au média Ouest-France que « Chaman n’est pas responsable [de l'accident] et ne le sera jamais ».
En hommage à son ancienne cavalière, le nom de Chaman Dumontceau est modifié avec l'affixe « Ride for Thaïs » (« monter à cheval pour Thaïs »). Les parents de la cavalière confient ensuite ce cheval à Stéphane Landois,.
En 2023, il est considéré comme l'un des meilleurs chevaux français dans sa discipline sportive. Il est mis au repos entre le Championnat d'Europe de concours complet d'équitation en août 2023, et le Grand national de concours complet à Saumur en mars 2024. Il est néanmoins entraîné à Saumur en février 2024, afin d'améliorer ses performances au dressage. 
Après plusieurs essais d'embouchure, Landois a décidé de le monter avec un mors Pelham à l'obstacle. Le couple déroule une très belle prestation sur l'épreuve de dressage au concours complet de Vittel à la fin du mois de juin 2024, avant que ce concours ne soit annulé à cause de la météo.

### Participation aux Jeux olympiques de Paris 2024
Alors qu'il est toujours la propriété des parents de Thaïs Meheust, Chaman Dumontceau est sélectionné avec Stéphane Landois en équipe de France de concours complet pour participer aux épreuves des Jeux olympiques d'été de 2024, le cavalier précisant qu'une telle participation était « le rêve de Thaïs »,,. Le cheval passe l'inspection vétérinaire avant la compétition dans une « très belle forme physique ».
Les parents de Thaïs Meheust, qui n'avaient plus assisté à une compétition de concours complet depuis la mort de leur fille, viennent soutenir Stéphane Landois et Chaman Dumontceau à Versailles lors des épreuves olympiques de complet,. Landois témoigne penser régulièrement à l'ancienne cavalière de sa monture pendant la compétition, et il déclare à propos de Chaman : « J’ai l’impression qu’il ressentait l’émotion, mais une fois en piste, il était bien là à faire son travail. Il a écouté ce que je lui disais, il était génial à monter. Ces émotions, elles vont rester gravées à tout jamais dans mon esprit ».
Le couple réalise une belle prestation pendant l'épreuve de dressage, malgré son peu d'expérience à ce niveau de compétition, en se classant à la 7e place individuelle.
Cette participation de Stéphane Landois avec Chaman aux Jeux olympiques de Paris, suivie d'une médaille d'argent par équipes, est considérée[Par qui ?] comme « l'une des belles histoires de ces Jeux olympiques de Paris 2024 »,.

## Description
Chaman Dumontceau est un hongre de robe grise, inscrit au stud-book du Selle français,. Il mesure 1,70 m à l'âge de trois ans.

## Palmarès
Il atteint un indice de concours complet (ICC) de 158 en 2020.
- 2017 : vainqueur du CCI1* de Châteaubriant, avec Thaïs Meheust[25] ;
- 2023 : vainqueur du CCIO4*-S de Chatworth, avec Stéphane Landois[3] ;
- mars 2024 : vainqueur du Grand National de Saumur, avec Stéphane Landois[12].
- juillet 2024 : médaille d'argent par équipes aux Jeux olympiques d'été de 2024, avec Stéphane Landois[26] ;

## Origines
Ses origines sont majoritairement françaises, et secondairement allemandes. C'est un fils de l'étalon Selle français Top Berlin du Temple, sa mère Cocagne des Pins étant une jument Selle français issue de l'étalon Narcos II,.
Il présente 54,06 % d'origines génétiques Pur-sang selon le site web Hippomundo, 48 % selon le calcul de l'Institut français du cheval et de l'équitation.

## Polémique
Lors d'une séquence de l'émission Quels Jeux !, l'animatrice Léa Salamé invite le cavalier de Chaman Stéphane Landois, et interroge la mère de Thaïs Meheust pour lui demander « Quand elle meurt, qu’est-ce qui se passe dans votre tête pour que vous vous dites que son cheval, qui est responsable d’une certaine manière de sa mort, aille aux Jeux sans elle ? ». Cette séquence choque de nombreux internautes en raison du manque d'empathie affichée par Léa Salamé à l'égard de la mère de la victime, ; cette dernière lui répond qu'« elle [Thaïs] ne pourrait pas supporter qu’on dise qu’il [le cheval] est responsable ».
L'animateur Julien Courbet proteste contre ce traitement médiatique de la mort de Thaïs.